# Championnat de Tunisie de football 2001-2002
Navigation
Saison précédente Saison suivante
La saison 2001-2002 du championnat de Tunisie de football est la 47e édition de la première division tunisienne à poule unique, la Ligue Professionnelle 1. Les douze meilleurs clubs tunisiens jouent les uns contre les autres à deux reprises durant la saison, à domicile et à l'extérieur. En fin de saison, les deux derniers du classement sont relégués et remplacés par les deux meilleurs clubs de Ligue Professionnelle 2.
L'Espérance sportive de Tunis, tenante du titre depuis quatre saisons, décroche le 17e titre de champion de Tunisie de son histoire en terminant en tête du classement, avec sept points d'avance sur l'Étoile sportive du Sahel et 11 sur le Club africain. À noter que les six premiers sont les mêmes que la saison dernière, dans un ordre identique. La coupe de Tunisie a été arrêtée en cours de saison pour permettre à l'équipe nationale tunisienne de disposer de plus de temps de préparation dans l'optique de la phase finale de la coupe du monde 2002.

## Clubs participants
- Club athlétique bizertin
- Club africain
- Espérance sportive de Tunis
- Étoile sportive du Sahel
- Club olympique des transports - Promu de LP2
- Union sportive monastirienne
- Club sportif de Hammam Lif
- Stade tunisien
- Club sportif sfaxien
- Espérance sportive de Zarzis
- Club olympique de Médenine - Promu de LP2
- Olympique de Béja

## Compétition

### Classement
Le barème de points servant à établir le classement se décompose ainsi :
- Victoire : 3 points
- Match nul : 1 point
- Défaite : 0 point

| Rang | Équipe                            | Pts | J  | G  | N  | P  | Bp | Bc | Diff |
| ---- | --------------------------------- | --- | -- | -- | -- | -- | -- | -- | ---- |
| 1    | Espérance sportive de Tunis (T)   | 46  | 22 | 13 | 7  | 2  | 40 | 19 | +21  |
| 2    | Étoile sportive du Sahel          | 39  | 22 | 11 | 6  | 5  | 28 | 18 | +10  |
| 3    | Club africain                     | 35  | 22 | 9  | 8  | 5  | 31 | 26 | +5   |
| 4    | Club sportif sfaxien              | 31  | 22 | 7  | 10 | 5  | 29 | 29 | 0    |
| 5    | Club sportif de Hammam Lif        | 28  | 22 | 6  | 10 | 6  | 23 | 27 | -4   |
| 6    | Stade tunisien                    | 28  | 22 | 5  | 13 | 4  | 26 | 19 | +7   |
| 7    | Olympique de Béja                 | 27  | 22 | 7  | 6  | 9  | 26 | 28 | -2   |
| 8    | Club athlétique bizertin          | 27  | 22 | 5  | 12 | 5  | 16 | 17 | -1   |
| 9    | Espérance sportive de Zarzis      | 25  | 22 | 7  | 4  | 11 | 23 | 25 | -2   |
| 10   | Union sportive monastirienne      | 23  | 22 | 5  | 8  | 9  | 22 | 20 | +2   |
| 11   | Club olympique de Médenine (P)    | 23  | 22 | 6  | 5  | 11 | 15 | 26 | -11  |
| 12   | Club olympique des transports (P) | 13  | 22 | 1  | 10 | 11 | 15 | 38 | -23  |

|  | Qualification pour la Ligue des champions 2003                                               |
|  | Qualification pour la coupe d'Afrique des vainqueurs de coupe 2003                           |
|  | Qualification pour la coupe de la CAF 2003                                                   |
|  | Relégation directe en Ligue Professionnelle 2                                                |
|  | (T) Tenant du titre (C) Vainqueur de la coupe de Tunisie (P) Club promu de deuxième division |

## Bilan de la saison
| Championnat de Tunisie de football 2001-2002 |                                         |
| Champion                                     | Espérance sportive de Tunis (17e titre) |
| Coupes et trophées                           |                                         |
| Vainqueur de la Coupe de Tunisie 2001-2002   | Non terminée                            |
| Qualifications continentales                 |                                         |
| Ligue des champions 2003                     | Espérance sportive de Tunis             |
| Coupe d'Afrique des vainqueurs de coupe 2003 | Étoile sportive du Sahel                |
| Coupe de la CAF 2003                         | Club africain                           |
| Promotions et relégations                    |                                         |
| Promus en Ligue Professionnelle 1            | Association sportive de Djerba          |
| Promus en Ligue Professionnelle 1            | Avenir sportif de La Marsa              |
| Relégués en Ligue Professionnelle 2          | Club olympique de Médenine              |
| Relégués en Ligue Professionnelle 2          | Club olympique des transports           |